# كليفتون كاشمان
كليفتون كاشمان (بالإنجليزية: Clifton Cushman)‏ هو ضابط أمريكي، ولد في 2 يونيو 1938 في ميشيغان في الولايات المتحدة، وتوفي في 25 سبتمبر 1966 في ها فونغ في فيتنام.

## وصلات خارجية
- كليفتون كاشمان على موقع اللجنة الأولمبية الدولية (الإنجليزية)
- كليفتون كاشمان على موقع أوليمبيديا (الإنجليزية)